# Dick Dastardly
Richard "Dick" Milhous Dastardly (em português do Brasil chamado de Dick Vigarista e em Portugal como Dick Detestável) é um personagem fictício e vilão que surgiu em várias séries de desenhos animados de Hanna-Barbera. As mais famosas aparições do personagem principal são na série Wacky Races, como primeira aparição, e no spin-off desta, Dastardly and Muttley in Their Flying Machines.
Ele é essencialmente uma caricatura do ator inglês Terry-Thomas e inspirado no personagem Professor Fate (interpretado por Jack Lemmon) no filme The Great Race (A Corrida do Século). É uma paródia de antagonista, possuindo uma iconografia típica do estereótipo "vilão": alto e magro, com um sorriso diabólico e um bigode fino, sempre vestido com roupas escuras. Está sempre acompanhado de seu amigo Muttley.
Dick Vigarista era conhecido por ser o malvado da história, sempre tentando ganhar a Corrida Maluca com trapaças, porém acabava sempre se dando mal e terminando as corridas em última colocação. Inúmeras vezes Dick Vigarista, liderando a corrida após realizar suas traquinagens, acabava por ter seu carro parado a poucos centímetros da linha final, com todos o ultrapassando em seguida, deixando-o em último.
Por outro lado, em Dastardly and Muttley in Their Flying Machines, Dick não é retratado como mau ou desonesto, mas, sim, como aparentemente regenerado, sendo respeitado e contando com suas ordens obedecidas pelos outros aviadores, que muito o estimam, ainda que se mostre, na maioria das vezes, rabugento e sarcástico.
Na Wacky Races de 2017, é revelado que o Dick Vigarista que voou na Primeira Guerra Mundial era o pai do Dick Vigarista (presumivelmente Dick Jr.) da Wacky Races original. Na nova versão, o filho/descendente de Dick Jr., Dick Vigarista III, sai vitorioso em uma corrida (no episódio "Grandfather Knows Dast") - mas apenas porque os outros pilotos o deixaram vencer!
O nome "Dick Vigarista" é um dos apelidos do piloto de Fórmula 1 Michael Schumacher, não só pelo tipo de rosto mas como nas atitudes pouco éticas do piloto alemão sete vezes campeão do mundo.